# Jakob Lampa
Jakob Danielsson Lampa, född 17 oktober 1723 i Stockholm, död 1 januari 1787 i Stockholm, var en svensk konsthantverkare och guldsmed.
Han var son till bryggarålderman i Stockholm Daniel Danielsson och Chatarina Thelin och från 1789 gift med Hedvig Lyonn samt far till silversmeden Johan Henrik Lampa. Han räknades under sin levnad som en särdeles skicklig guldsmed och från hans verkstad i Stockholm kommer ett stort antal kaffeserviser, vinkannor och vaser ofta med ett drivet växtornament och ciselerade mönster. Lampa är representerad vid Nationalmuseum, Nordiska museet, Hallwylska museet, Kulturhistoriska museet i Lund och i Gustav VI Adolfs samling.